# Piramida trygonalna

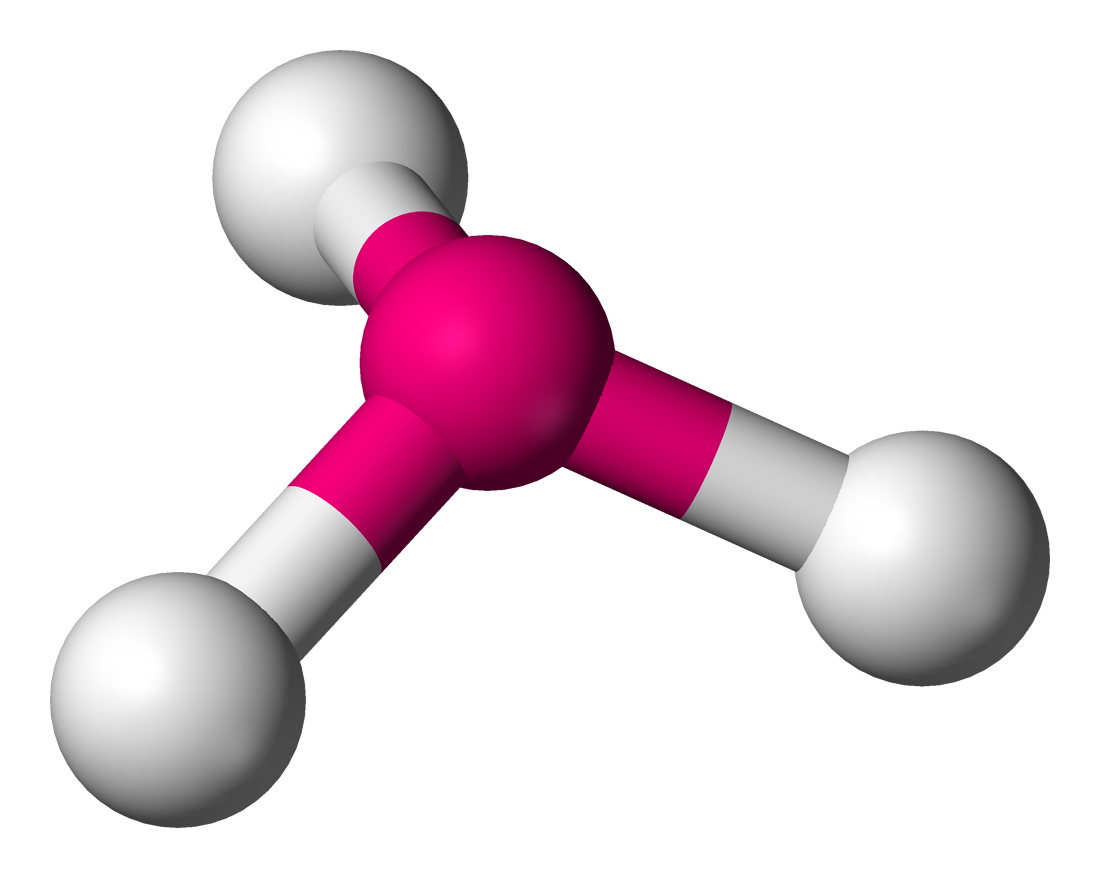
Układ atomów w piramidzie trygonalnej

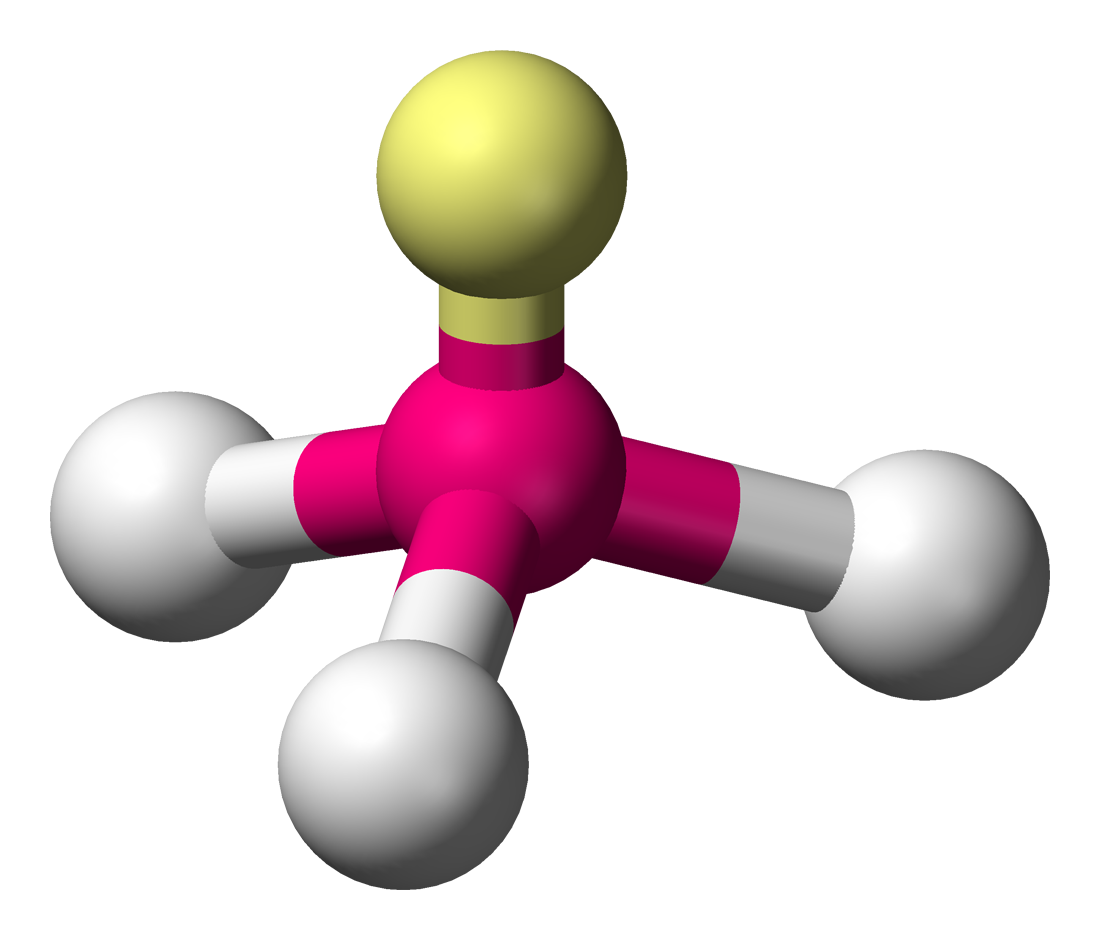
Piramida trygonalna z uwidocznieniem wolnej pary elektronowej

Piramida trygonalna (TPY-3) – typ budowy przestrzennej cząsteczki chemicznej, układ czterech atomów w kształcie piramidy, w którym atom centralny połączony jest z trzema innymi atomami (ligandami) oraz posiada wolną parę elektronową skierowaną w czwarty narożnik teoretycznego tetraedru. Atom centralny ma hybrydyzację sp³ i leży zdecydowanie poza płaszczyzną utworzoną przez ligandy.
Jeśli wszystkie trzy atomy podstawy są identyczne, cząsteczka należy do grupy symetrii C3v. Gdy wszystkie ligandy są różne, cząsteczka może występować jako para stereoizomerów, których konfigurację absolutną opisuje się przyjmując najniższe pierwszeństwo dla pary elektronowej (tzw. atom fantomowy). Cząsteczki o geometrii piramidy trygonalnej mogą ulegać spontanicznej inwersji typu „odwrócenia parasolki”. Bariera energetyczna inwersji zależy od geometrii cząsteczki, przy czym im mniejszy kąt L−AC−L, tym inwersja zachodzi trudniej. Np. dla cząsteczki amoniaku (NH
3, kąty H−N−H 106°46′) inwersja wymaga 5× mniej energii niż dla fosfiny (PH
3, kąty H−P−H 93°18′).